# Estigmene mexicana
Estigmene mexicana là một loài bướm đêm thuộc phân họ Arctiinae, họ Erebidae.